# Colburn (condado de Adams, Wisconsin)
Colburn es un pueblo ubicado en el condado de Adams en el estado estadounidense de Wisconsin. En el Censo de 2010 tenía una población de 223 habitantes y una densidad poblacional de 2,4 personas por km².

## Geografía
Colburn se encuentra ubicado en las coordenadas 44°6′36″N 89°40′42″O / 44.11000, -89.67833. Según la Oficina del Censo de los Estados Unidos, Colburn tiene una superficie total de 93.01 km², de la cual 92.97 km² corresponden a tierra firme y (0.05%) 0.05 km² es agua.

## Demografía
Según el censo de 2010, había 223 personas residiendo en Colburn. La densidad de población era de 2,4 hab./km². De los 223 habitantes, Colburn estaba compuesto por el 98.21% blancos, el 0.45% eran afroamericanos, el 0% eran amerindios, el 0% eran asiáticos, el 0% eran isleños del Pacífico, el 0% eran de otras razas y el 1.35% pertenecían a dos o más razas. Del total de la población el 1.35% eran hispanos o latinos de cualquier raza.